# Diana Adamyan
Diana Adamyan (sinh ngày 7 tháng 3 năm 2000) là một nghệ sĩ vĩ cầm người Armenia, người giành giải nhất trong hạng mục cao cấp của Cuộc thi vĩ cầm Quốc tế Menuhin năm 2018.  Năm 2020, cô cũng giành chiến thắng trong Cuộc thi vĩ cầm mang tên Khachaturian được tổ chức trực tuyến do đại dịch COVID-19.